# 1939式61-K型37毫米高射炮
1939式61-K型37毫米高射炮是苏联在二戰使用的主流中小口径野战高射炮。

## 设计
由莫斯科州的加里宁格勒加里宁第8工厂总设计师米哈伊尔·尼古拉耶维奇·罗古诺夫与多罗金（G. D. Dorokhin）主持设计。1939年定型。 

## 使用

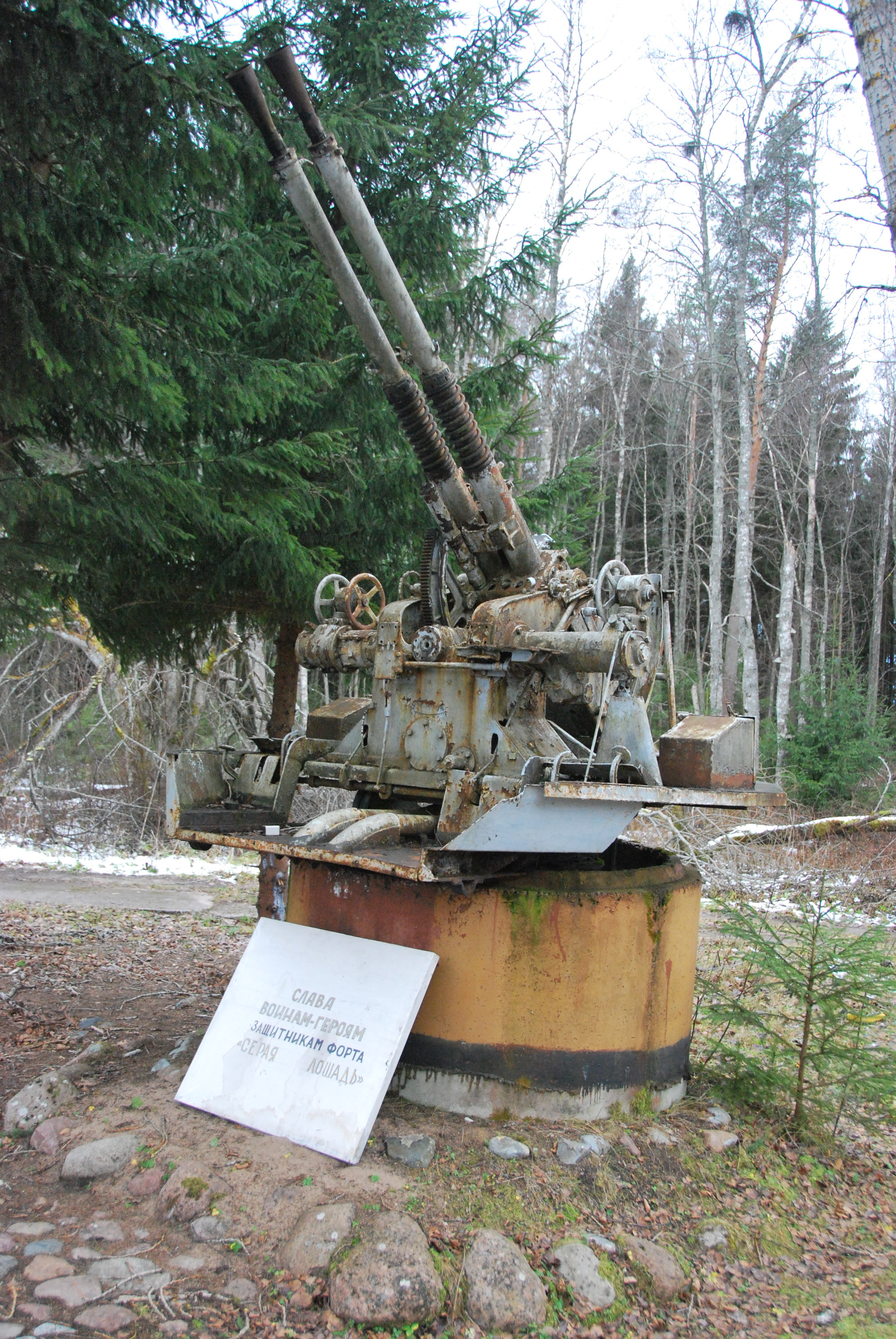
雙管37公釐V-11式高射炮

第二次世界战争中，苏军使用该炮击落14657架轴心国飞机。击落每架敌机平均耗弹905发。 每个炮班8人，备弹200发，每5发一个弹夹。连射100发需要更换炮管。
二战后， 苏联为首的社会主义国家阵营都装备了该炮用于防空。1950年代苏联用ZSU-57-2防空坦克取代了该高射炮。中国使用该炮参与了国土防空、抗美援朝与援越抗美。

## 與其他同類火炮比較
| 國家     | 火炮型號                      | 每分鐘射速 | 炮彈重量     | 發射重量                  |
| -------- | ----------------------------- | ---------- | ------------ | ------------------------- |
| 英国     | QF 2磅速射艦炮                | 115        | .91（2.0磅） | 104.6（231磅）            |
| 法國     | 37公釐1925年型高射砲          | 15—21      | .72（1.6磅） | 10.8—15.12（23.8—33.3磅） |
| 義大利   | 布雷達37毫米54倍徑機炮        | 60—120     | .82（1.8磅） | 49.2—98.4（108—217磅）    |
| 瑞典     | 波佛斯40公釐高射砲            | 120        | .9（2.0磅）  | 108（238磅）              |
| 德意志國 | 3.7厘米SK C/30速射炮          | 30         | .74（1.6磅） | 22.2（49磅）              |
| 德意志國 | 3.7厘米Flak 18/36/37/43高射炮 | 150        | .64（1.4磅） | 96（212磅）               |
| 苏联     | 1939式61-K型37毫米高射炮      | 80         | .73（1.6磅） | 58.4（129磅）             |
| 美国     | M1 37毫米高射機炮             | 120        | .87（1.9磅） | 104.4（230磅）            |

### 同時代下性能相近的武器
- 英國QF 2磅速射艦炮
- 瑞典博福斯40毫米高射炮
- 纳粹德国3.7 cm SK C/30高射炮